# Chrysocharis fulviscapus
Chrysocharis fulviscapus är en stekelart som beskrevs av Christer Hansson 1987. Chrysocharis fulviscapus ingår i släktet Chrysocharis och familjen finglanssteklar. Inga underarter finns listade i Catalogue of Life.